# Lâmpada mista
Uma lâmpada mista é uma versão da lâmpada de vapor de mercúrio. Esta lâmpada é composta por um tubo de arco de vapor de mercúrio em série com um filamento incandescente de tungstênio.

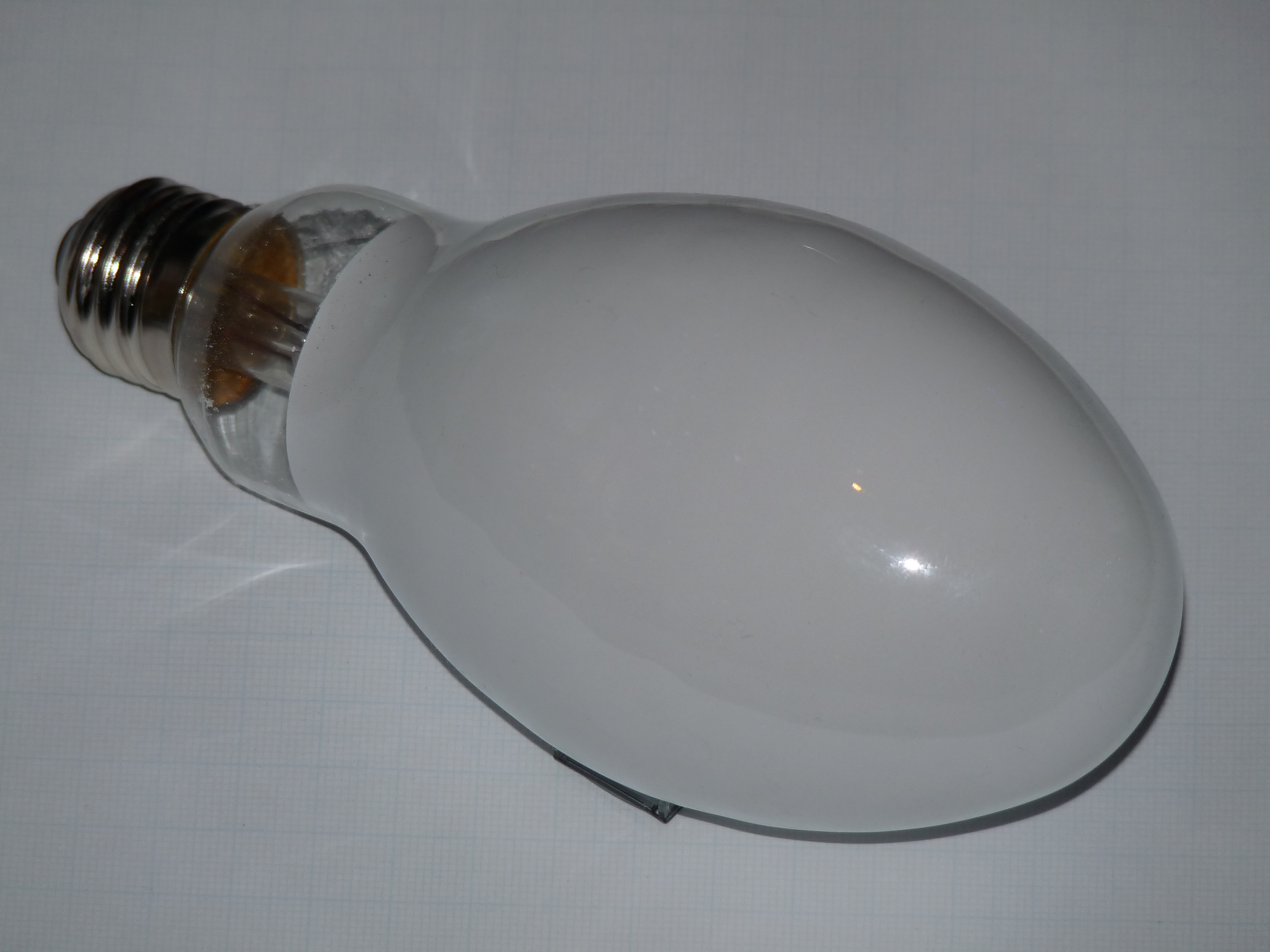
Lâmpada mista típica.

## Características

Diagrama de uma lâmpada mista

O filamento além de produzir luz, limita a corrente elétrica do tubo de arco, dessa forma as lâmpadas mistas não necessitam de reator e podem ser ligadas diretamente à rede elétrica, geralmente na tensão de 230V.
A luz da produzida é uma mistura das radiações azuladas provindas do arco elétrico, de radiações amareladas do filamento incandescente e de radiações vermelhas de um eventual revestimento fluorescente na parte interna do bulbo exterior.
Sua eficiência luminosa é tipicamente a metade das de vapor de mercúrio, devido à baixa eficiência do filamento, porém possuem um custo menor em função da inexistência do reator.